# Et døgn med Ilse
Et døgn med Ilse er en dansk film fra 1971, skrevet og instrueret af Annelise Hovmand.

## Medvirkende
- Cæsar
- Lisbet Lundquist
- Birgit Brüel
- Lili Heglund
- Per Bentzon Goldschmidt
- Annelise Hovmand
- Katrine Jensenius